# Kostel Zvěstování Panny Marie (Miletín)
Kostel Zvěstování Panny Marie je římskokatolický filiální, bývalý farní kostel v městě Miletín. Je chráněn jako kulturní památka České republiky.

## Historie
Již v roce 1241 byl vybudován základ současného kostela, kamenná kaple zasvěcená patronce řádu Panně Marii. Téhož roku se majitelem Miletína stal Řád německých rytířů, který si vystavěl v sousedství tvrze vlastní klášter. V jeho okolí  postupně vznikala osada, ze které v podstatě vychází podoba dnešního města. Nad osadníky vykonával duchovní správu sám řád, poté vznikla farnost a od roku 1270 je miletínský kostel uváděn jako farní. Za husitských válek se kláštera ujal Diviš Bořek z Miletínka, vůdce ze sousední tvrze, který zavedl duchovní správu podobojí. V tomto období se v kapli konaly kališnické pobožnosti, ty trvaly do Bitvy na Bílé hoře. V roce 1629 si církevní správu vzali na starost jezuité.
Stavební úpravy kostela
Nejstarší dochované zmínky o opravě kostela jsou až z roku 1607–1608, kdy byla přistavěna kaple na jižní straně, ta je v podstatě základem dnešní kaple
Božího hrobu. Dále byl zřízen kůr s otevřeným venkovním schodištěm při jižní stěně kostela a zároveň i krytá schodiště na kůr a galerii. Toto rozšíření proběhlo pod záštitou Bartoloměje z Valdštejna.
V letech 1744–1766 hraběnka Marie Anna Magni, paní na Miletíně, spolu s manželem Ferdinandem, hrabětem z Morzinu, věnovala mnoho péče interiéru. Kostel
získal nové oltáře, roku 1754 byl prvně zřízen postranní oltář sv. Anny a nová kazatelna. Z té původní z roku 1662 se dochoval pouze kamenný podstavec, který byl věnován farářem Baudyšem na Bezník, kde na něm dodnes stojí socha Panny Marie.
Další majitel však přinesl zásadnější změny. Byl jím baron Josef Jan Sosnovec z Vlkanova, který nechal kostel důkladně barokně opravit v letech 1768–1769. Ke vchodu přistavěl drobnou síň a přístřešek, který vedl až k brance hřbitovní zdi. Na vlastní zeď bylo použito mnoho starých náhrobních kamenů. Kolem kostela a směrem k faře byl vydlážděn nový chodník.
17. června 1846 – požár
Požár, který vznikl v panských stodolách na západním okraji Miletína se velice rychle dostal až na Parkáň. Okamžitě zasáhl šindelovou střechu kostela, z ní se vzápětí přenesl na školu, faru a věž. Následky byly katastrofální, kompletní konstrukce střechy shořela, interiéry byly ohořelé a zahalené popelem. Následné opravy však probíhaly velice pomalu. Provizorní záklop a zajištění klenby byly zřízeny až za měsíc. Poté došlo k vykácení ohořelých lip kolem kostela a roku 1847 ke zboření polorozpadlé zdi. Na podzim roku 1852 byla vystavěna střecha nová, opatřená taškovou krytinou. 21. března 1853 byl na čerstvě zřízenou vížku zavěšen nový zvonek. Nicméně až roku 1861 byl kostel vybílen, a to díky péči faráře Augustina Buchtele. Vzápětí byli započaty práce na obnově interiéru. Následující rok byl postaven nový oltář a zrekonstruována kazatelna, roku 1865 byly vysvěceny postranní oltáře. V letech 1879-1882 došlo ke kompletnímu přebudování okolí kostela. Poslední pozůstatky stávajícího hřbitova byly odstraněny, v přilehlém okolí vyrostl živý plot a směrem zámecké bráně nové lípy. Roku 1880 získal chrám novou křížovou cestu a o rok později byl pořízen majitelkou panství, hraběnkou z Thun-Hohensteinu, obraz Navštívení Panny Marie na hlavní oltář.
Přestavba v novogotickém slohu a rozšíření chrámové lodi v západním směru
Vzhledem k tomu, že byl kostel centrem rozsáhlé farnosti, při mši už nebyl schopen pojmout zástupy věřících, a proto se už od počátku 19. století uvažovalo o přestavbě a rozšíření. První konkrétní kroky však podnikl nový farář Šubrt až v roce 1892, kdy také vznikly první návrhy přestavby v novogotickém slohu a rozšíření chrámové lodi v západním směru. Autorem byl sám architekt Bohuslav Moravec. Vzhledem k nedostatku financí roku 1894 vznikla Jednota pro rozšíření farního chrámu Páně, která pořádala veřejné sbírky k získání prostředků na přestavbu, dále byla i nutná finanční spoluúčast majitele panství, knížete Alexandra Schönburg-Hartensteina, ten však projevil odmítavý postoj a plán byl kvůli nedostatku financí zrušen. Teprve v roce 1898 se po několikaletém úsilí začalo s přípravami na rekonstrukci chrámu. 13. listopadu 1898 bylo pod dohledem architekta a profesora hořické sochařské školy Antonína Cechnera započato s úvodními pracemi a 4. prosince byl položen základní kámen. Cechner navrhl nejen novogotickou přestavbu vlastního chrámu, ale i kompletní vzhled a uspořádání interiéru. 17. dubna 1899 byl rozebrán hlavní oltář. Sochy, obrazy a další vybavení byly darovány hořické škole. Na konci dubna se začala bourat stará klenba, která měla dle dochovaného stavebního deníku tloušťku 30 cm a počátkem května padlo západní průčelí. Chrámová loď byla prodloužena na dnešních 23 metrů z cihel, který daroval Alexandr Schönburg-Hartenstein. Následkem nepravidelného půdorysu staré lodi bylo nutno rozšířit hlavní zdi přístavby na severní straně tak, že na západním rohu je o 16 cm silnější a na jižním pak jen o 6 cm. Na konci července se začalo s novou konstrukcí střechy, do konce září už byla hotova i nová klenba. Došli i k odkrytí stávající hrobky, odčerpání prosáklé vody a následném zazdění. Do konce roku byla kompletně hotová nová střecha i vnitřek kostela včetně dlažby. Na jaře roku 1900 přišla na řadu důkladná oprava kněžiště. V dubnu byla zbořena celá sakristie a větší část kaple Božího hrobu, aby mohly být následně znovu vystavěny v novogotickém slohu celého obnoveného kostela. Kostel dostal
zcela nový interiér, nové hlavní a vedlejší oltáře, kazatelnu, novou výzdobu i křížovou cestu. Byly zakoupeny i nové varhany. Oltáře, kazatelna i památník
padlým, umístěný v kostele po 1. sv. válce byly dílem žáků hořické kamenosochařské školy. 7. října 1900 byl rekonstruovaný chrám vysvěcen
královéhradeckým biskupem Brynychem. Kostel dostal podobu, jakou známe dnes. První drobné opravy si vyžádal až v roce 1942, kdy došlo spíše k úpravě
okolí, roku 1949 prošla nevyhnutelnou opravou střešní krytina. V letech 1965–1967 došlo ke stažení omítky a byla provedena rekonstrukce stávající fasády. Tím kostel opět dostal reprezentativní vzhled. V 21. století kostel čekaly nejen opravy střešní krytiny, ale i makovice s křížem nad sanktusníkem. 1. ledna 2007 přestala miletínská farnost existovat a byla sloučena s farností Lázně Bělohrad. Miletínský farní kostel se tak po osmi
stoletích stal pouze kostelem filiálním.  

## Architektura
Jednolodní orientovaná stavba s pravoúhlým kněžištěm na východě, ke kterému přiléhá na jihu kaple, na severu sakristie a nad ní oratoř. Na západním průčelí je štít, před ním otevřená předsíň mezi dvěma schodišti - na kruchtu a do střechy. Sanktusová věžička je osmiboká. Vchody tři, hlavní na západní straně a dva postranní na bocích lodi. Loď byla původně 15,30 metru dlouhá, šířka u vchodu 9,80 metru a triumfálního oblouku 9,38 metru, zaklenutá původně žebry. Při vypálení kostela za husitských bouří byla klenba pobořena a později nahrazena plochým stropem. Při opravě v roce 1899 byla loď prodloužena na 22,80 metru a zaklenuta křížovou klenbou ve třech polích.
Triumfální oblouk je hrotitý, široký 5,88 metru a vysoký 8,20 metru, otevírá loď do kněžiště o délce 10 metrů, šířce 6,76 metru a výšce 9 metrů, které je sklenuto křížovou klenbou ve dvou polích. Tři okna mají jednoduchou kružbu do trojlístků.

## Okolí kostela
Zvonice u kostela je pozůstatkem komendy Řádu německých rytířů, kteří se stali majiteli Miletína v roce 1241 a nad osadníky vykonávali duchovní správu. Hřbitov kolem kostela byl zrušen v roce 1882.

## Bohoslužby
Bohoslužby se konají v neděli v 11.00.

## Galerie

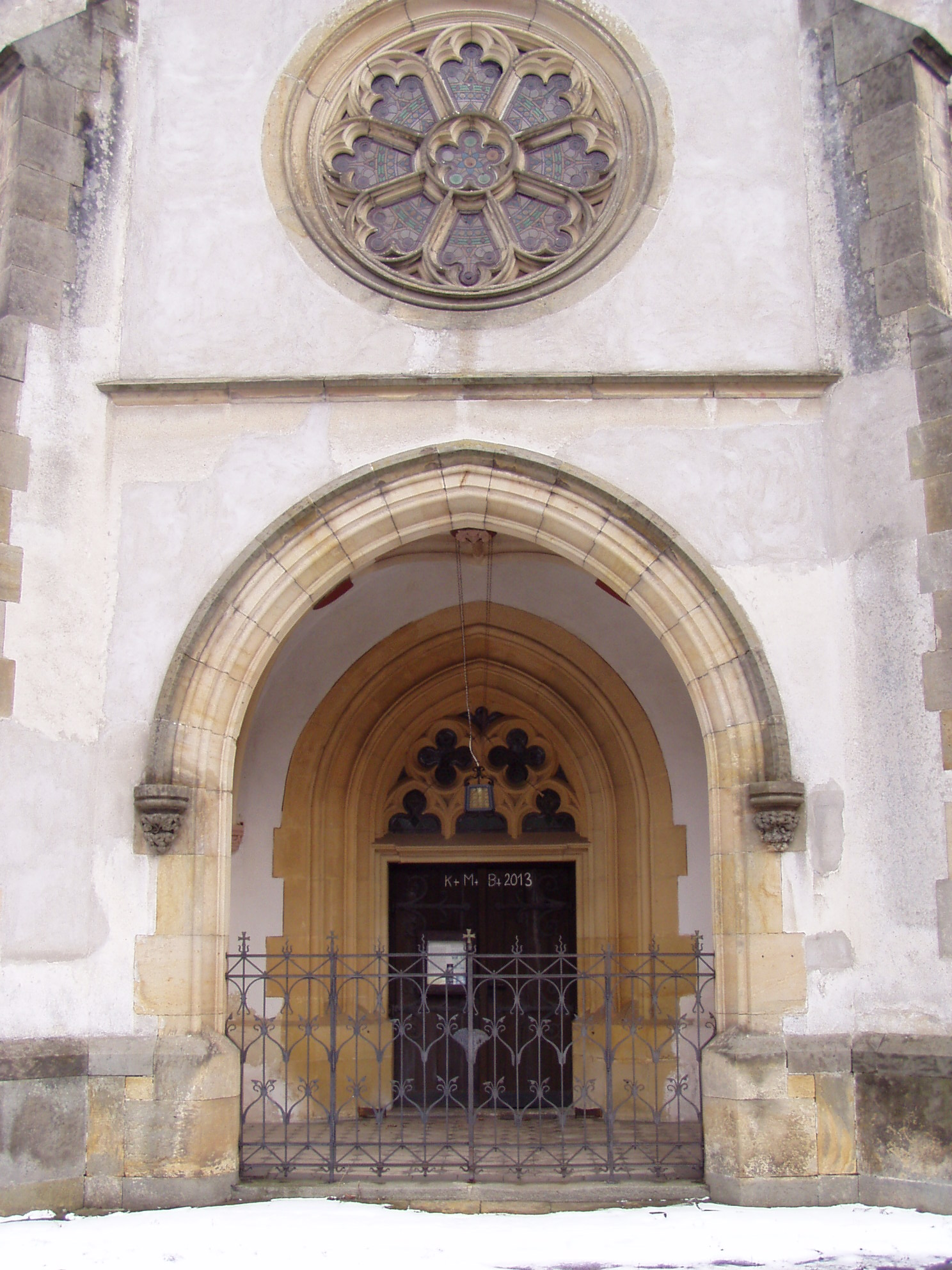
Portál hlavního vchodu na západě
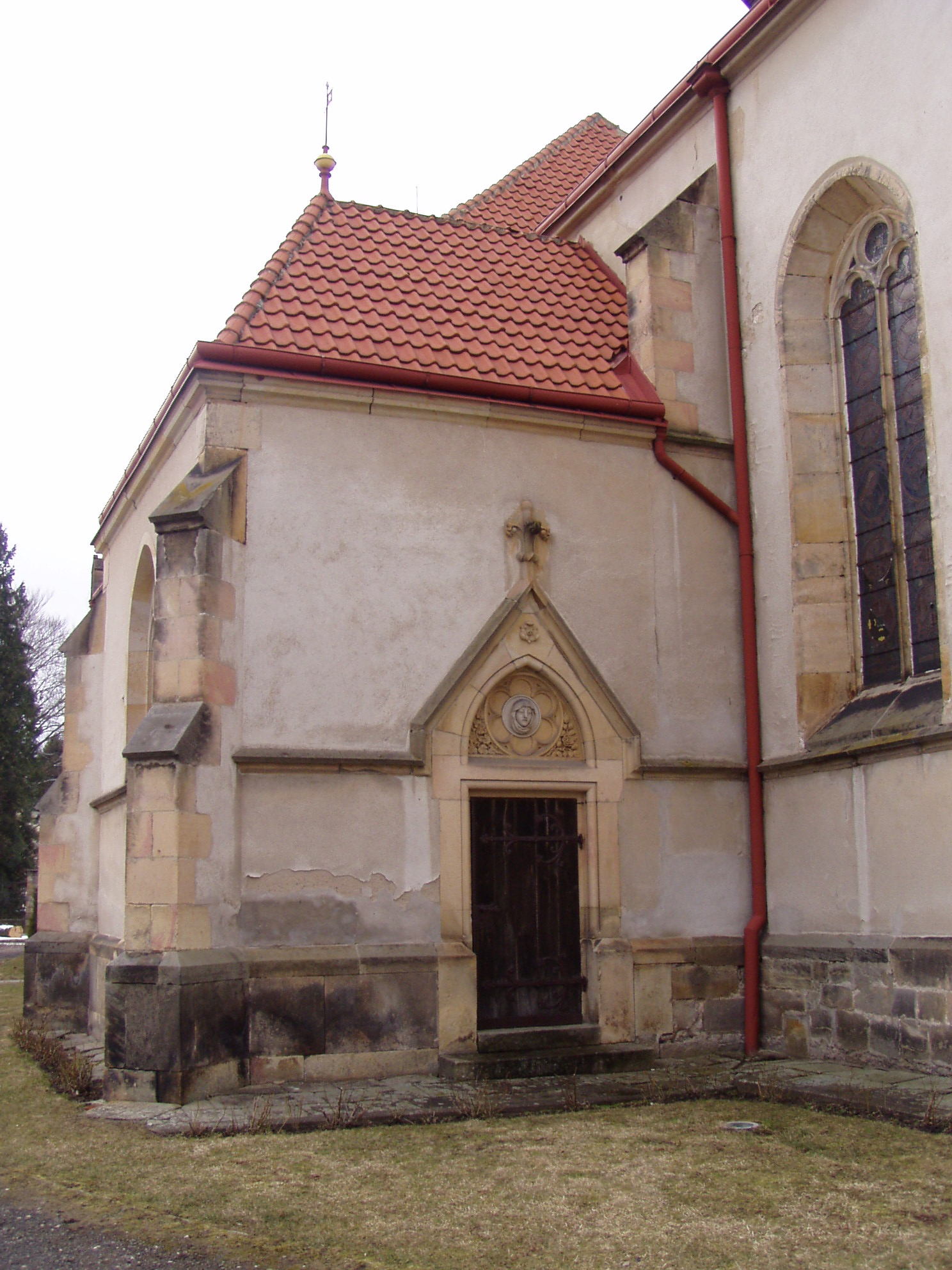
Kaple
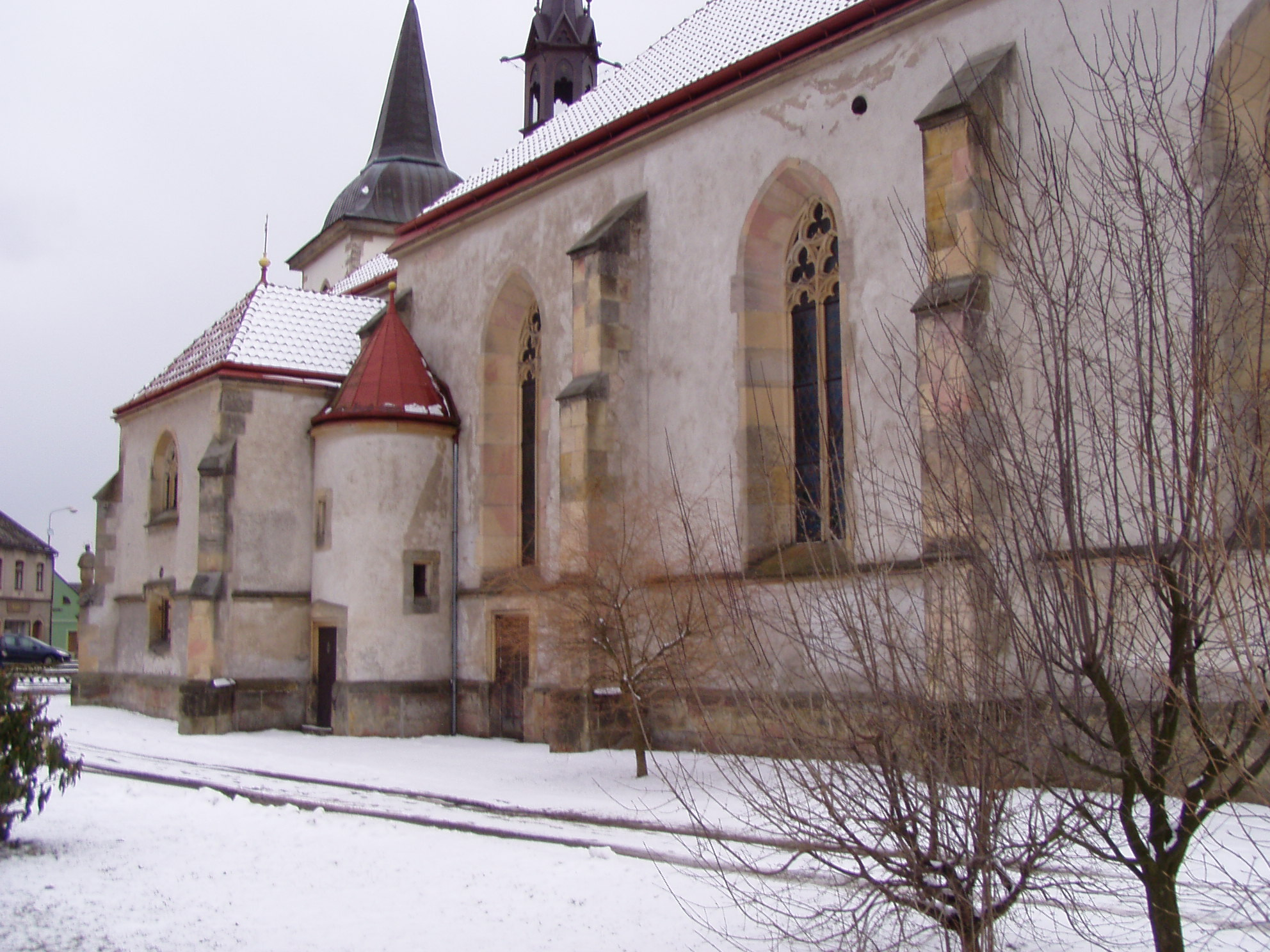
Sakristie
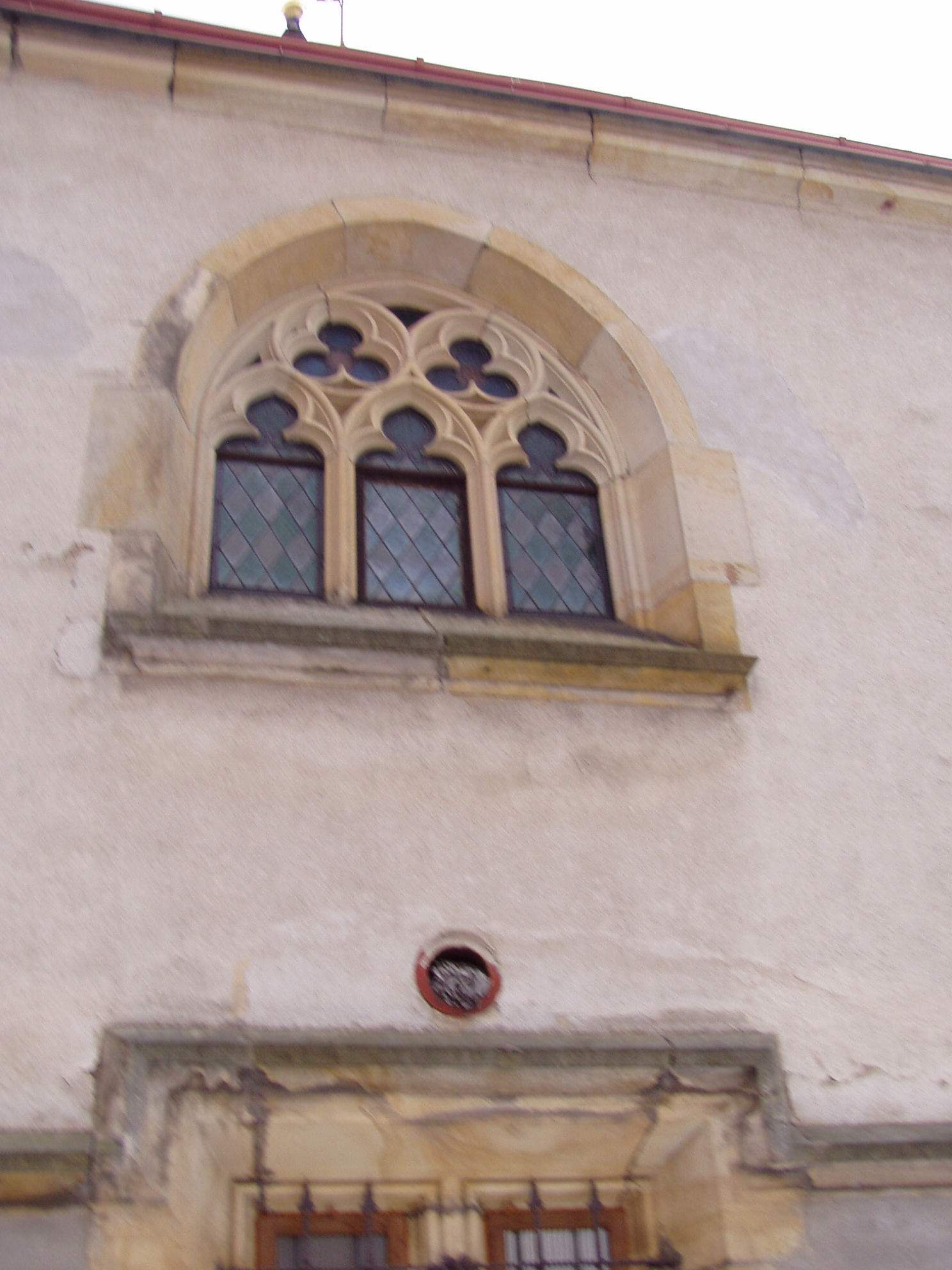
Okno s kružbou
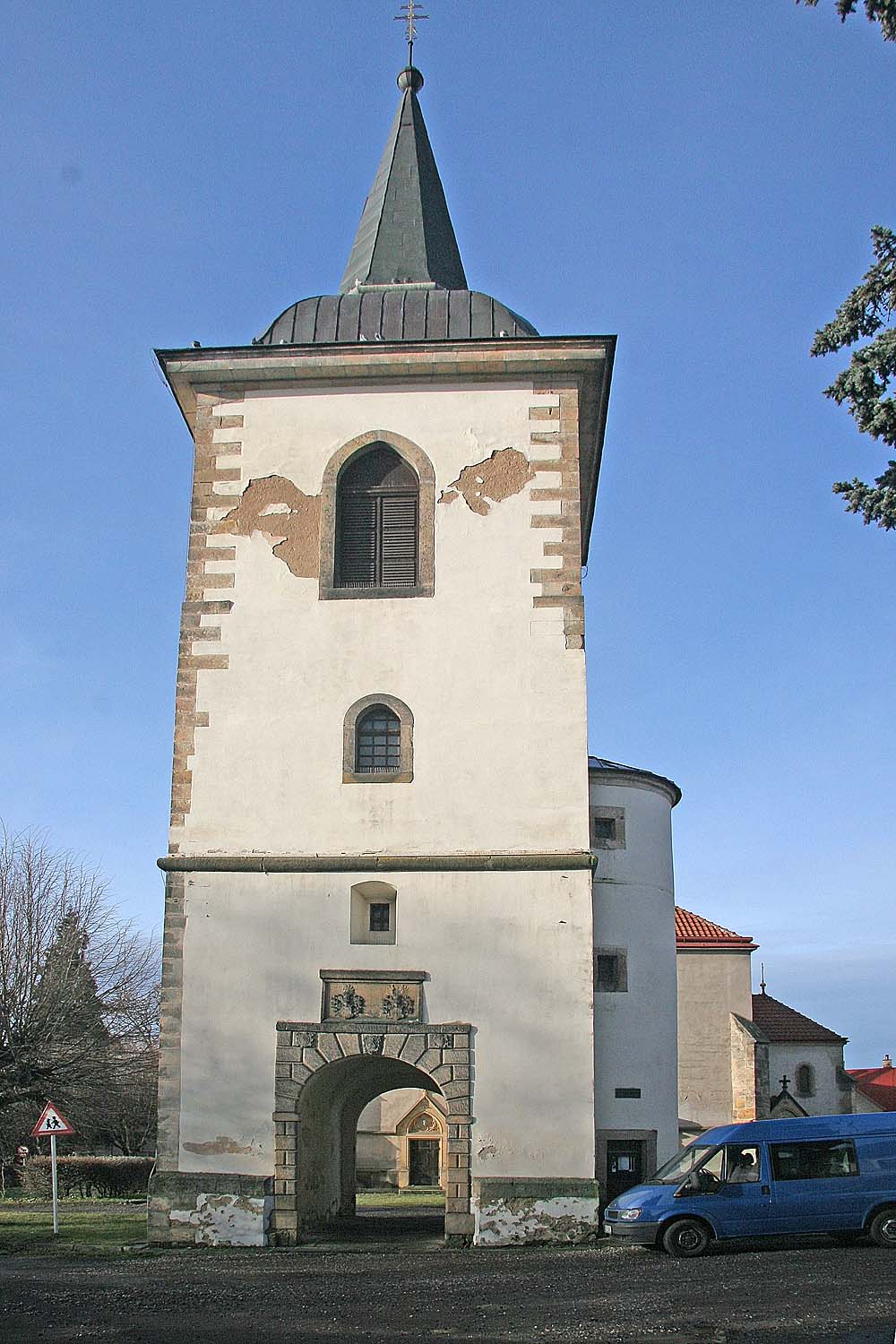
Věž
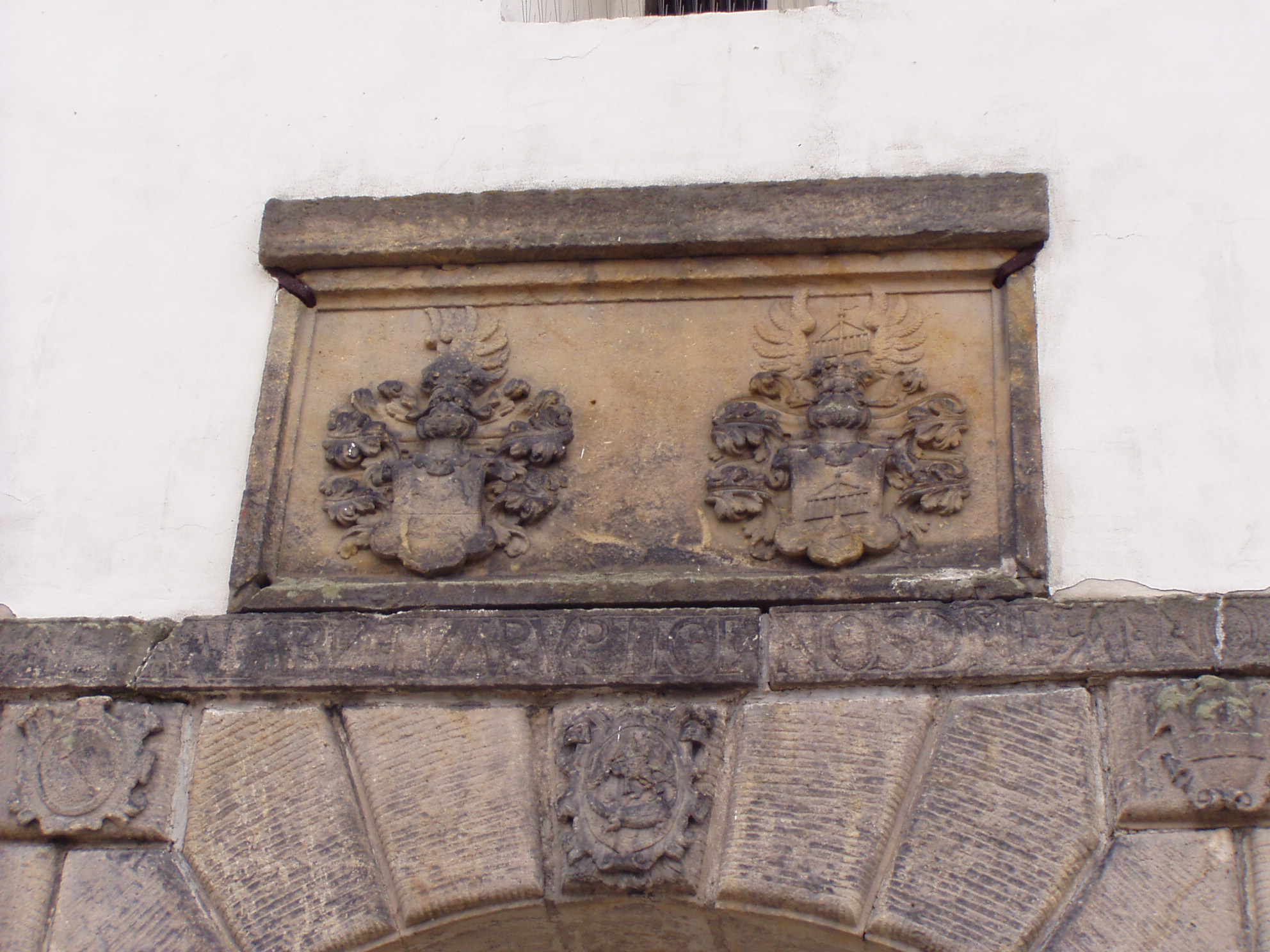
Detail věže
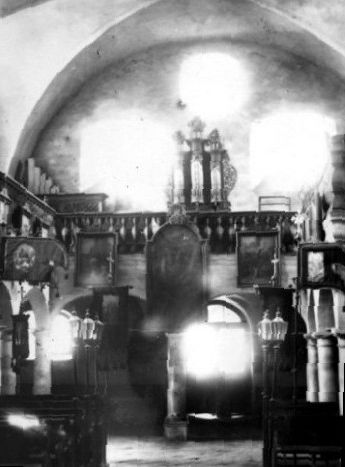
Interiér před přestavbou po roce 1880
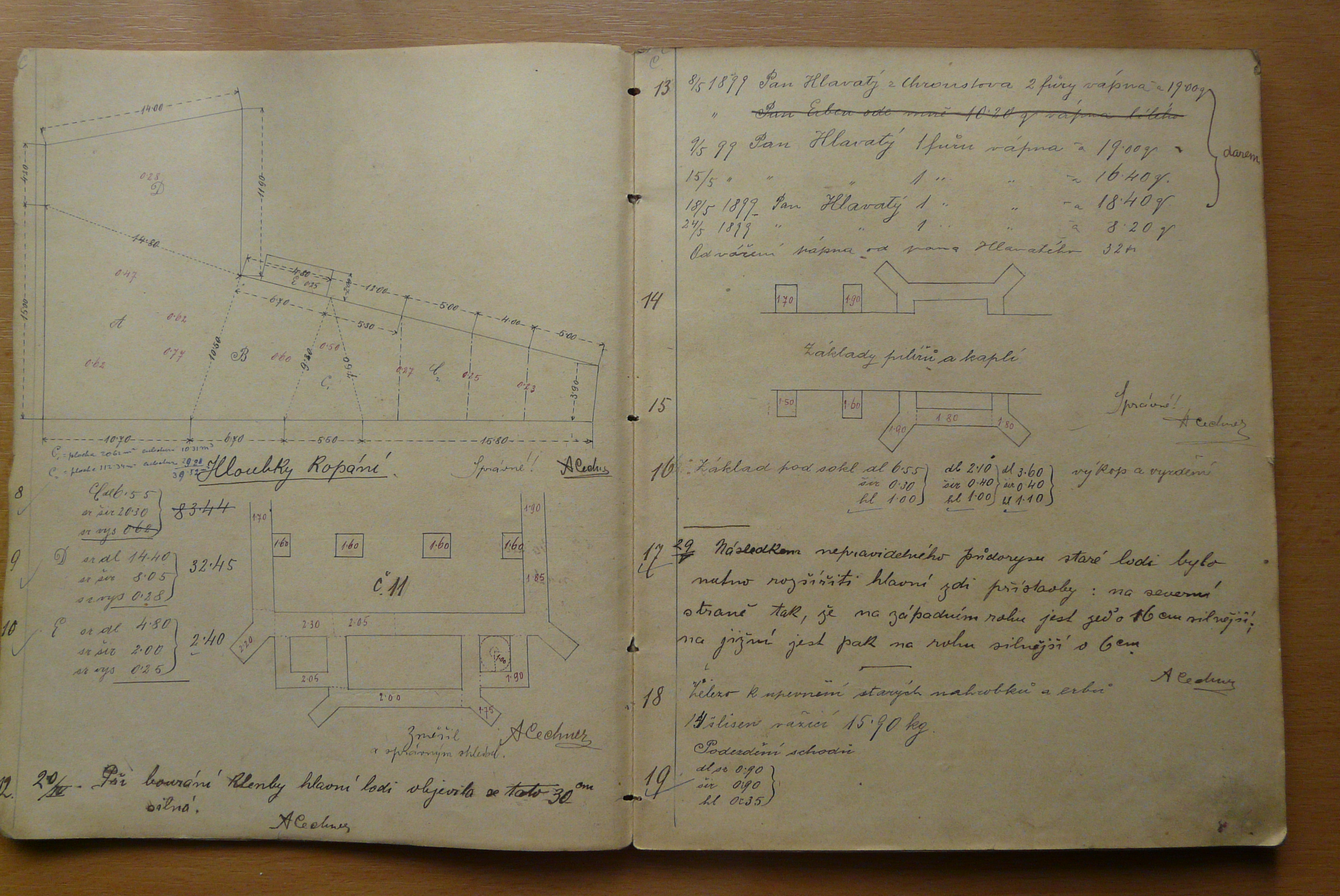
Stavební deník-přestavba dle návrhu Ant. Cechnera
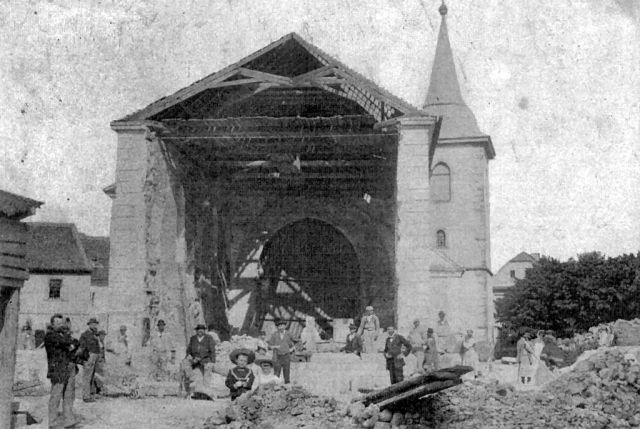
2. červen 1899 – kostel po vybourání západního průčelí
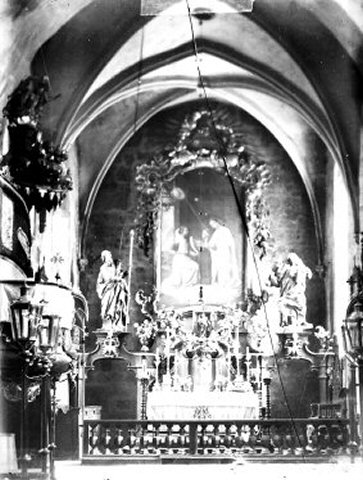
Interiér před přestavbou po roce 1880
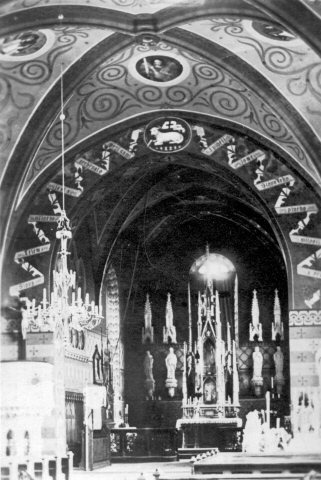
Neúplný interiér krátce po přestavbě a dokončení
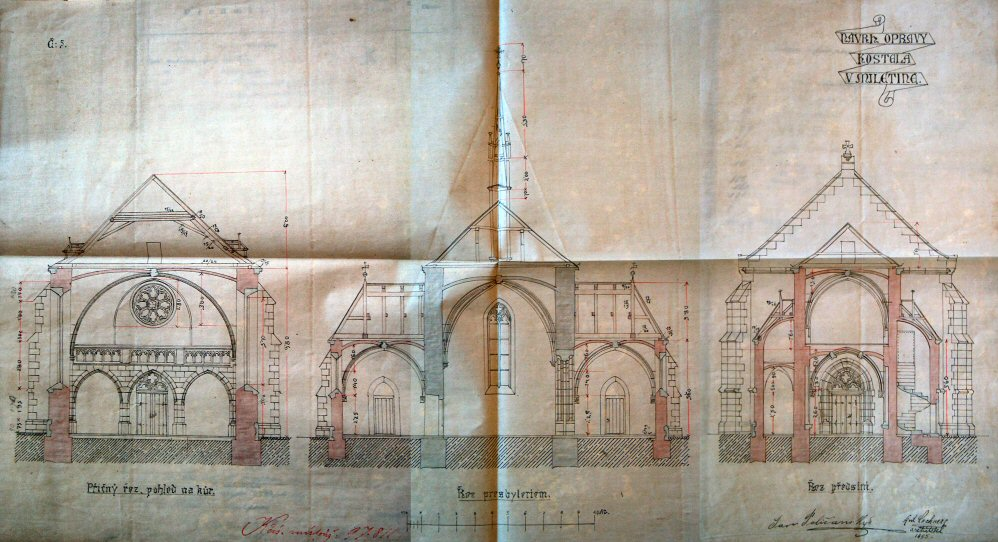
návrh na přestavbu-Ant.Cechner, 1895
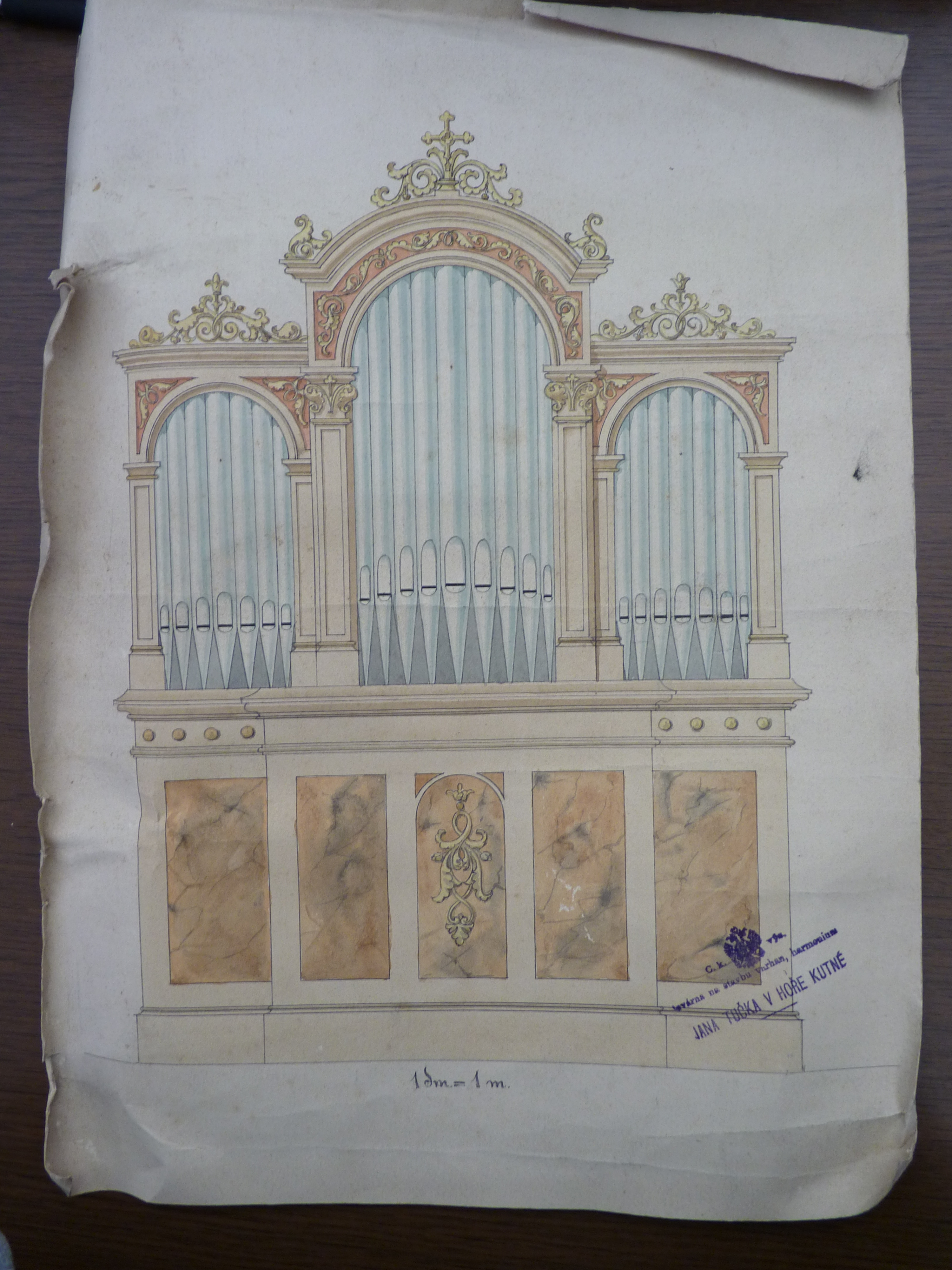
Návrh stávajících varhan
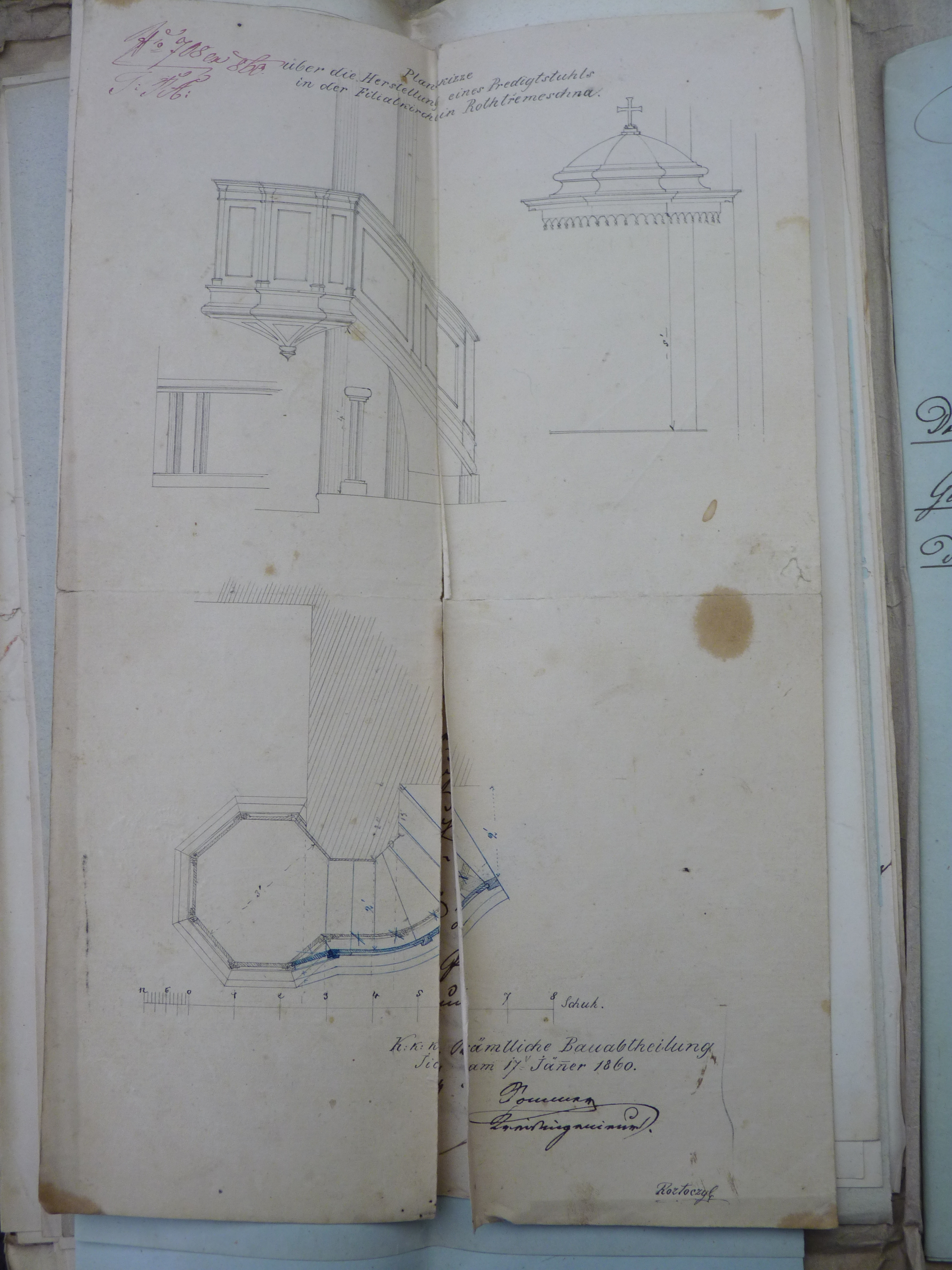
Návrh kazatelny z r.1860
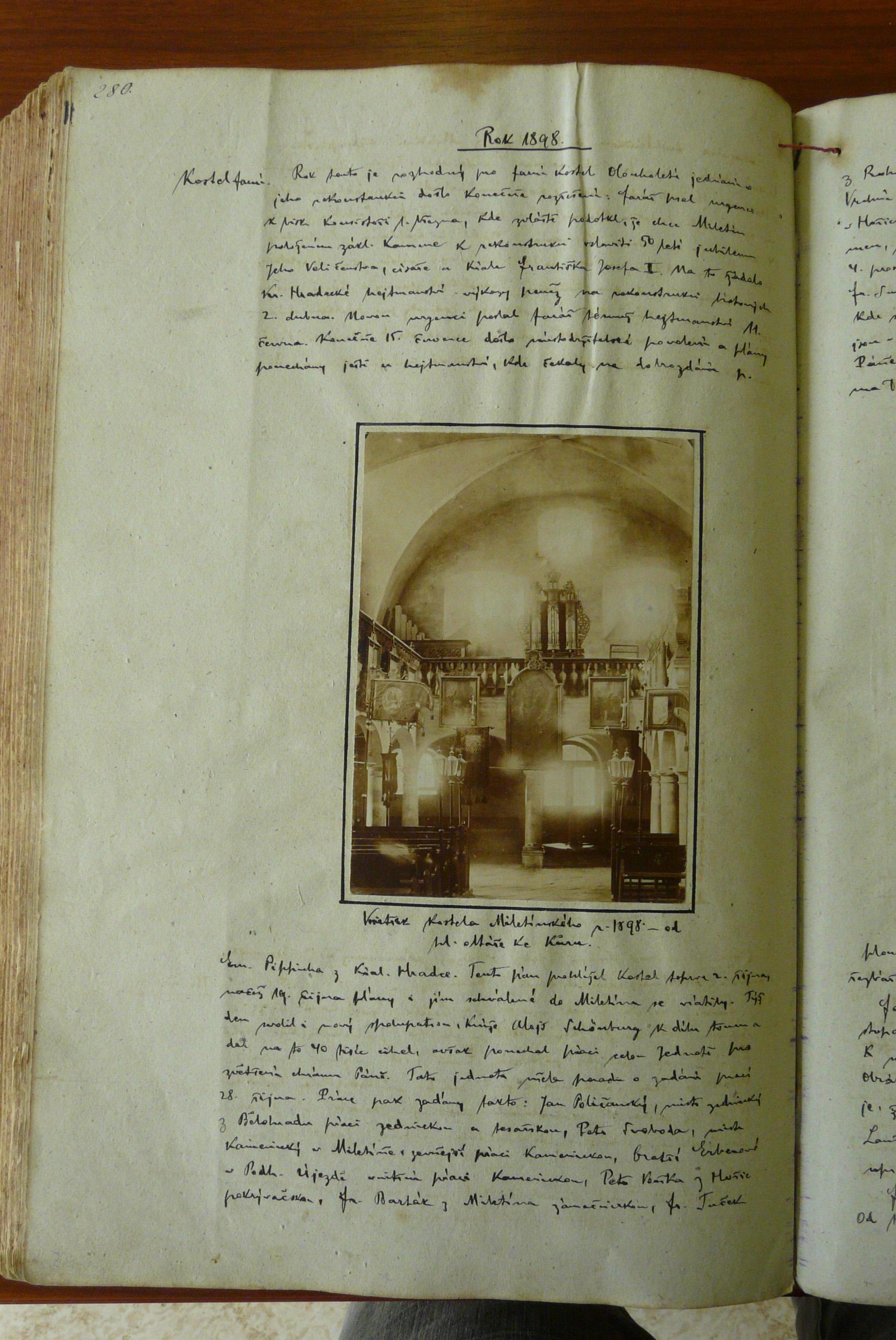
Farní kronika
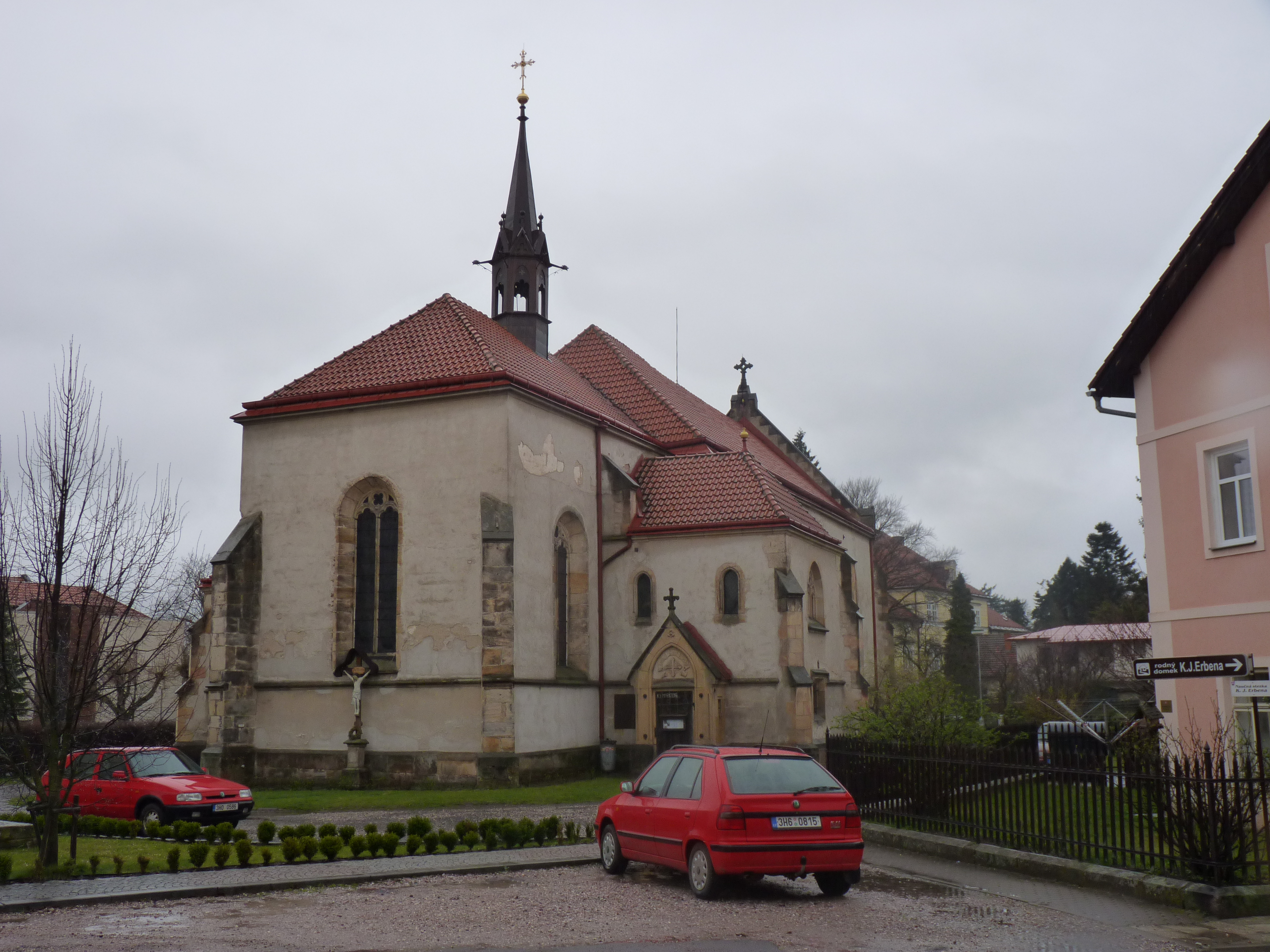
Pohled od příjezdové cesty